# Lampre-Merida/2015
Deze pagina geeft een overzicht van de Lampre-Merida wielerploeg in  2015.  

## Algemeen
Algemeen manager: Brent Copeland
Ploegleiders: Orlando Maini, Simone Pedrazzini, Bruno Vicino,Marco Marzano,Philippe Mauduit, Daniele Righi,Mario Scirea
Fietsmerk: Merida
Kleding: Champion System
Kopmannen: Diego Ulissi, Rui Costa & Rubén Plaza

## Transfers
| Inkomend      | Team 2014          | Uitgaand        | Team 2015                      |
| ------------- | ------------------ | --------------- | ------------------------------ |
| Rubén Plaza   | Team Movistar      | Winner Anacona  | Team Movistar                  |
| Tsgabu Grmay  | MTN-Qhubeka        | Elia Favilli    | Neri Sottoli-Alé               |
| Mário Costa   | OFM-Quinta da Lixa | Luca Wackermann | Neri Sottoli-Alé               |
| Luka Pibernik | Radenska           | Damiano Cunego  | Nippo-Vini Fantini             |
| Chun Kai Feng | Team Gusto         | Chris Horner    | Airgas Safeway Cycling         |
| Ilia Koshevoy | Stage              | Luca Dodi       | Onbekend                       |
|               |                    | Andrea Palini   | Skydive Dubai Pro Cycling Team |

## Renners
| Naam                | Geboortedatum | Nationaliteit | Ploeg 2014         |
| ------------------- | ------------- | ------------- | ------------------ |
| Niccolo Bonifazio   | 29-10-1993    | Italië        |                    |
| Matteo Bono         | 11-11-1983    | Italië        |                    |
| Mattia Cattaneo     | 25-10-1990    | Italië        |                    |
| Davide Cimolai      | 13-08-1989    | Italië        |                    |
| Valerio Conti       | 30-03-1993    | Italië        |                    |
| Mário Costa         | 15-11-1985    | Portugal      | OFM-Quinta da Lixa |
| Rui Costa           | 05-10-1986    | Portugal      |                    |
| Kristijan Đurasek   | 26-07-1987    | Kroatië       |                    |
| Chun Kai Feng       | 02-11-1988    | Taiwan        | Team Gusto         |
| Roberto Ferrari     | 09-03-1983    | Italië        |                    |
| Tsgabu Grmay        | 25-08-1991    | Ethiopië      | MTN-Qhubeka        |
| Ilia Koshevoy       | 20-03-1991    | Wit-Rusland   | Stage              |
| Sacha Modolo        | 19-06-1987    | Italië        |                    |
| Manuele Mori        | 09-08-1980    | Italië        |                    |
| Przemysław Niemiec  | 11-04-1980    | Polen         |                    |
| Nélson Oliveira     | 06-03-1989    | Portugal      |                    |
| Luka Pibernik       | 23-10-1993    | Slovenië      | Radenska           |
| Rubén Plaza         | 29-02-1980    | Spanje        | Team Movistar      |
| Jan Polanc          | 06-10-1992    | Slovenië      |                    |
| Filippo Pozzato     | 10-09-1981    | Italië        |                    |
| Maximiliano Richeze | 07-03-1983    | Argentinië    |                    |
| José Serpa          | 17-04-1979    | Colombia      |                    |
| Diego Ulissi        | 15-07-1989    | Italië        |                    |
| Rafael Valls        | 25-06-1987    | Spanje        |                    |
| Xu Gang             | 28-01-1984    | China         |                    |

## Overwinningen
Afrikaans kampioenschap tijdrijden
Winnaar: Tsgabu Grmay
Trofeo Laigueglia
Winnaar: Davide Cimolai
Ronde van Oman
4e etappe: Rafael Valls
Eindklassement: Rafael Valls
GP Lugano
Winnaar: Niccolò Bonifazio
Parijs-Nice
5e etappe: Davide Cimolai
Ronde van Turkije
5e etappe: Sacha Modolo
Eindklassement: Kristijan Đurasek
Ronde van Italië
5e etappe: Jan Polanc
7e etappe: Diego Ulissi
13e etappe: Sacha Modolo
17e etappe: Sacha Modolo
Ronde van Japan
6e etappe: Valerio Conti
7e etappe: Niccolò Bonifazio
Critérium du Dauphiné
6e etappe: Rui Costa
Ronde van Zwitserland
1e etappe: Kristijan Đurasek
Nationale kampioenschappen wielrennen
Ethiopië - wegrit: Tsgabu Grmay
Ethiopië - tijdrit: Tsgabu Grmay
Portugal - wegrit: Rui Costa
Portugal - tijdrit: Nelson Oliveira
Slovenië - wegrit: Luka Pibernik
Taiwan - wegrit: Feng Chun-kai
Taiwan - tijdrit: Feng Chun-kai
Ronde van het Qinghaimeer
7e etappe: Ilja Kasjavy
Ronde van Frankrijk
16e etappe: Rubén Plaza
Ronde van Spanje
13e etappe: Nelson Oliveira
20e etappe: Rubén Plaza
Chrono Champenois
Winnaar: Filippo Ganna
Memorial Marco Pantani
Winnaar: Diego Ulissi
Ronde van Hainan
3e etappe: Sacha Modolo
4e etappe: Sacha Modolo
Eindklassement: Sacha Modolo
Mannen:1991 · 1992 · 1993 · 1994 · 1995 · 1996 · 1997-1998 · 1999 · 2000 · 2001 · 2002 · 2003 · 2004 · 2005 · 2006 · 2007 · 2008 · 2009 · 2010 · 2011 · 2012 · 2013 · 2014 · 2015 · 2016 · 2017 · 2018 · 2019 · 2020 · 2021 · 2022 · 2023 · 2024 · 2025
Vrouwen:2022 · 2023 · 2024 · 2025
AG2R-La Mondiale · Astana Pro Team · BMC Racing Team · Team Cannondale-Garmin · Etixx-Quick Step · FDJ · Team Giant-Alpecin · IAM Cycling · Katjoesja · Lampre-Merida · Team LottoNL-Jumbo · Lotto Soudal · Movistar Team · Orica GreenEDGE · Team Sky · Tinkoff-Saxo · Trek Factory Racing